# Супер шістка
«Супер шістка» (англ. «Big Hero 6») — американський тривимірний комп'ютерний анімаційний фільм 2014 року, який створила студія «Walt Disney Animation Studios» і випустила кінокомпанія «Walt Disney Pictures». Оснований на однойменних персонажах коміксів видавництва Marvel, але сюжет істотно відрізняється від першоджерела.
Режисери — Дон Голл і Кріс Вільямс.

## Сюжет
Дія відбувається у вигаданому мегаполісі Сан-Франсокіо (англ. San Fransokyo, злиття слів «Сан-Франциско» і «Токіо») — місті, де змішалися американська та японська культури. 
Хіро Хамада – 14-річний геній робототехніки, який бере участь у підпільних боях роботів. Його старший брат Тадаші, стурбований тим, як Хіро витрачає свій потенціал, бере його в лабораторію робототехніки свого університету, де Хіро зустрічає друзів Тадаші: Мото (англ. GoGo), Руту-М'яту (Honey Lemon), Васабі і Фреда, а також створеного братом медичного робота Беймакса (англ. Baymax). Вражений, Хіро вирішує вступити до університету. Він презентує власний проєкт — мікроботів, крихітних роботів, рої яких можуть поєднуватися в будь-якому порядку. Все це для того, щоб отримати допуск до навчання. Професор Келлаґан, керівник програми школи робототехніки, вражений винаходом хлопця, отже Хіро був прийнятий. Проте, невдовзі відбувається пожежа в університеті, Тадаші намагається врятувати Келлаґана, але будівля вибухає, і обидва гинуть. Після втрати брата Хіро усамітнюється.
Одного разу Хіро випадково активує Беймакса, який слідує за вцілілим мікроботом до покинутого складу. Там хлопець і робот розуміють, що хтось запустив у серійне виробництво ботів Хіро. На Хіро і Беймакса нападає людина в масці, яка контролює мікроботів. Хіро розуміє, що ця людина вкрала його проєкт, і вирішує зловити лиходія, тому оновлює Беймакса, додаючи йому броню і бойовий чип (поряд із чипом охорони здоров’я). Після нападу Хіро, Беймакс, Мото, Васабі, Рута-М'ята і Фред формують команду супергероїв (англ. Big Heroes).
Група виявляє колишню лабораторію «Крей Тек», престижної компанії робототехніки, яка експериментувала з технологіями телепортації. Знайдені відео тестування доводять, що випробування не вдалися, адже пілот, дівчина-випробовувач, зникла всередині нестабільного порталу. Людиною в масці був професор Келлаґан, який украв ботів Хіро і використовував їх, щоб урятуватися від пожежі. Розуміючи, що Тадаші помер марно, Хіро зі злості видаляє чип охорони здоров'я у Беймакса, залишивши йому тільки чип бою, і наказує вбити Келлаґана. Беймакс майже виконав наказ, але Руті-М'яті вдається вставити чип охорони здоров'я на своє місце. Злий на своїх друзів, Хіро повертається додому. Беймакс запитує, невже вбивство Келлаґана змусить його відчувати себе краще. Щоб підбадьорити Хіро, Беймакс програв кілька гумористичних кліпів, які Тадаші встановив на нього під час випробувань при розробці. Хіро розуміє, що вбивство Келлаґана — не те, чого хотів би Тадаші, і мириться зі своїми друзями.
Група виявляє, що тест-пілотом була дочка Келлаґана Ебігейл; Келлаґан прагне помститися Крею, президенту «Крей Тек», якого він звинувачує у смерті дочки. Команда захищає Крея і руйнує мікроботів, але портал залишається активним. Беймакс помічає Ебігейл усередині. Вона занурилася в гіперсон, і робот із Хіро поспішають на порятунок. На виході Беймакс розуміє, що єдиний спосіб урятувати Хіро і Ебігейл – просунути їх через портал за допомогою свого кулака-ракети. Хіро відмовляється залишати його, але Беймакс наполягає, поки Хіро зі сльозами на очах не здається. Хіро і Ебігейл повертаються, а Келлаґана заарештовують.
За деякий час по тому Хіро виявляє чип охорони здоров'я Беймакса (на якому міститься вся інформація про його особистість), затиснутим у кулаці-ракеті. Зраділий, він відновлює Беймакса, і вони щасливо возз'єднуються. Шестеро друзів продовжують свої подвиги в місті, виконуючи мрію Тадаші – надання допомоги нужденним.
Під час фінальних титрів мультфільму за допомогою газетних заголовків показано, як Хіро було присуджено грант від університету і будівлю, присвячену Тадаші. У післятитровій сцені Фред випадково відкриває секретні двері у своєму будинку, натиснувши на картину. У приміщенні він знаходить супергеройське спорядження і цілий набір супергеройських трусів. У цей момент позаду Фреда з’являється його батько, обіймає сина і, промовивши сімейну приказку, додає, що їм багато чого потрібно сказати один одному.

## Персонажі

### Члени команди «Місто героїв»
- Хіро Хамада (англ. Hiro Hamada) – головний протагоніст мультфільму. Юний геній робототехніки, а по суті — звичайний 14-річний підліток. У вільний час він конструює бойових роботів для підпільних боїв. На умовляння старшого брата Тадаші вступає до Технологічного інституту Сан-Франсокіо. Коли загибель брата змінює життя хлопчика, його найкращим другом стає створений Тадаші робот на ім'я Беймакс. Разом вони збирають команду героїв, що взяла на себе дуже небезпечну місію. Цікаво, що ім'я Хіро співзвучне з англійським "Hero" – "Герой".
- Беймакс (англ. Baymax) – робот, другий головний герой мультфільму. Беймакс був створений, щоб піклуватися про людей. Цей надувний робот-медбрат за допомогою вбудованого сканера може виміряти температуру тіла або тиск, оцінити рівень болю і вилікувати практично будь-яку недугу. Сконструйований Тадаші, Беймакс став справжнім проривом у галузі прикладної медицини, а для Хіро – найкращим другом. Після невеликих модифікацій, у результаті яких Беймакс отримує суперсилу і можливість літати, він приєднується до п'ятірки відважних героїв. Наприкінці фільму жертвує собою, щоб урятувати Хіро і дочку Роберта Келлаґана, Ебігейл. Проте він устигає передати Хіро свій чип пам’яті, після чого той відтворив тіло Беймакса «з нуля».
- Мото Томаґо (англ. GoGo Tomago) – дівчина-студентка Мото Томаґо обожнює швидкість. Вона відмінно складена, завжди зібрана і дуже віддана команді. Мото не любить базікати щодо дурниць, з більшим задоволенням надуває бульбашки з жувальної гумки і відпускає саркастичні коментарі на адресу оточуючих. Приєднавшись до команди героїв, Мото отримує здатність розвивати надзвукову швидкість за допомогою магнітних коліс, які вона також використовує як метальні диски та щити. Англійське ім’я героїні, «GoGo», можна перекласти як «енергійна».
- Рута-М'ята (англ. Honey Lemon) – студентка, захоплена хімією. За зовнішністю модниці в стильних окулярах стоїть цілеспрямована особа, девіз якої: «Неможливе можливо». Схоже, її ніщо не зупинить на шляху до наміченої мети. Усякий раз, потрапляючи в колотнечі, Рута демонструє глибокі знання з хімії і допомагає відважній команді героїв вибиратися з найскрутніших ситуацій. Приєднавшись до команди героїв, Рута-М’ята винаходить сумку з клавіатурою, на якій можна зробити будь-яку хімічну «бомбу». У дослівному перекладі з англійської ім'я дівчини — «медовий лимон».
- Фред / Фредзілла (англ. Fred / Fredzilla) – співробітник університету, який, на перший погляд, може здатися лише тюхтієм та фанатом коміксів, багато-хто думає, що Фред – просто ледар без мети в житті. Він підробляє закликальником і «ходячою рекламою», проте цей хлопець просто чекає свого часу. Коли Фред приєднується до команди героїв, його знання коміксів і супергероїв нарешті знаходять гідне застосування. Геройське альтер-его Фреда – монстр із гострими кігтями, вогнем з рота і супер-стрибком на прізвисько «Фредзілла». За словами Дона Голла, творці надихалися старими фільмами в жанрі Кайдзен.
- Васабі (англ. Wasabi) – студент-фізик, прагне до абсолютної точності і порядку. Здоровань Васабі не може відмовити Хіро в допомозі і приєднується до команди самопроголошених героїв. Він любить працювати над плазмою, яка ріже все, як світловий меч. Він відточує свої навички ведення бою і демонструє приголомшливе володіння холодною зброєю. В оригінальних коміксах Васабі має прізвисько Ноу Джінджер. Відомо, що «Васабі» – не справжнє ім'я, а прізвисько, яке йому придумав Фред, коли студент забруднив штани однойменною японською приправою.

### Інші персонажі
- Роберт Келлаґан (англ. Robert Callaghan), він же Йокаї – головний антагоніст мультфільму. Викладач і куратор Тадаші, очолює кафедру робототехніки в престижному Технологічному інституті міста Сан-Франсокіо. Уже на першій зустрічі з Хіро йому вдалося розгледіти в чотирнадцятирічному юнакові унікальні здібності до проєктування і конструювання роботів. Усі вважали, що Келлаґан загинув разом із Тадаші, але його врятували мікроботи Хіро.
- Тадаші Хамада (англ. Tadashi Hamada) – старший брат Хіро, неймовірно турботливий і добрий юнак. Хіро розуміє, наскільки йому пощастило зі старшим братом, у той час, як іншим дітям залишається тільки мріяти про таке. Тадаші створив, сконструював і запрограмував інноваційного медичного робота-помічника Беймакса, який здатний допомогти мільйонам людей у всьому світі. Загинув під час пожежі, рятуючи професора Келлаґана під час відбору учнів до Технологічного інституту, де виступав його брат. Прототип мультиплікаційного Тадаші – батько Хіро в коміксах.
- Кесс Хамада (англ. Cass Hamada) – ділова й енергійна тітка Хіро і Тадаші керує популярною пекарнею і кав'ярнею у Сан-Франсокіо. Попри всі турботи і клопоти, в неї завжди знайдеться час для своїх улюблених племінників, з якими вона готова розділити радість чи горе, підставивши своє плече... або тарілку зі смачною домашньою їжею.
- Алістер Крей (англ. Alistair Krei) – один із найславетніших випускників Технологічного інституту Сан-Франсокіо, підприємець і новатор. Він володіє найбільшою технологічною компанією у світі – «Крей Тек» (англ. Krei Tech). У пошуках нових прогресивних ідей і відкриттів він вирушає на технологічну виставку вдо Сан-Франсокіо, на якій зустрічає винахідливого Хіро.
- Моті (англ. Mochi) – кіт Хіро і Тадаші. Спочатку Моті повинен був мати набагато більшу роль у фільмі як Кіт-Ракета, проте ця ідея втілилася в життя лише в сцені екскурсії Тадаші (перше знайомство Хіро з майбутніми товаришами по команді) в руках одного із студентів. Однак, у книзі «Щоденник Хіро» Моті є Котом-Ракетою.
- Ебігейл Келлаґан (англ. Abigail Callaghan) – дочка професора Келлаґана, пілот-випробувач. Під час невдалого експерименту Крея («Безшумна Ластівка», телепорт матерії в просторі) мало не загинула. Один із телепортів вийшов з ладу – Ебігейл занурилася в стан гіперсну. Врятована Беймаксом і Хіро.
- Офіцер Джерсон (англ. Officer Gerson) – офіцер поліції, якому Хіро розповідає про напад Йокаї. Названий на честь сценариста мультфільмів Pixar Деніела Джерсон.
- Містер Яма (англ. Mr. Yama) – уславлений учасник боїв роботів. Єдиний, хто зумів його перемогти – Хіро Гамаду, через що Яма розлютився неабияк. На початку мультфільму від неминучого побиття Хіро врятував Тадаші.

## Український дубляж
- Юрій Кудрявець — Беймекс
- Сергій Нікітін — Хіро
- Роман Молодій — Фред
- Олександр Погребняк — Васабі
- Наталя Денисенко — Рута-М'ята
- Антоніна Хижняк — Мото
- Роман Чорний — Тадаші
- Олександр Ігнатуша — Роберт Калаген
- Ігор Рода — Алістер Крей
- Олена Узлюк — Кас
- Ганна Соболєва — Абіґейл
- Віктор Данилюк — Яма
- Михайло Войчук — Ведучий
- Максим Кондратюк — Сержант
- Катерина Башкіна-Зленко — Рефері
- Микола Боклан — Генерал, Хіткліф
- Анатолій Барчук — Тато Фреда
  - А також: Володимир Канівець, Сергій Солопай, Христина Кісельова, Андрій Соболєв, Денис Толяренко.

Фільм дубльовано студією «Le Doyen» на замовлення компанії «Disney Character Voices International» у 2014 році.
- Перекладач — Олег Пашин
- Режисер дубляжу — Іван Марченко
- Творчий консультант — Мачей Ейман
- Мікс-студія — Shepperton International
- Диктор — Михайло Войчук

## Саундтрек
Автор музики Генрі Джекмен, окрім зазначених. 
| #     | Назва                                 | Тривалість |
| ----- | ------------------------------------- | ---------- |
| 1.    | «Immortals» (виконавець Fall Out Boy) | 3:15       |
| 2.    | «Hiro Hamada»                         | 1:57       |
| 3.    | «Nerd School»                         | 2:12       |
| 4.    | «Microbots»                           | 1:46       |
| 5.    | «Tadashi»                             | 1:46       |
| 6.    | «Inflatable Friend»                   | 1:56       |
| 7.    | «Huggable Detective»                  | 1:35       |
| 8.    | «The Masked Man»                      | 1:29       |
| 9.    | «One of the Family»                   | 1:49       |
| 10.   | «Upgrades»                            | 2:27       |
| 11.   | «The Streets of San Fransokyo»        | 4:08       |
| 12.   | «To the Manor Born»                   | 1:15       |
| 13.   | «So Much More»                        | 3:01       |
| 14.   | «First Flight»                        | 2:35       |
| 15.   | «Silent Sparrow»                      | 4:39       |
| 16.   | «Family Reunion»                      | 2:39       |
| 17.   | «Big Hero 6»                          | 6:57       |
| 18.   | «I Am Satisfied with My Care»         | 5:29       |
| 19.   | «Signs of Life»                       | 1:14       |
| 20.   | «Reboot»                              | 1:48       |
| 53:57 |                                       |            |

## Нагороди
- Оскар — Найкращий анімаційний фільм (перемога)
- Золотий глобус — Найкращий анімаційний фільм (номінація)
- Британська академія — Найкращий анімаційний фільм (номінація)